# 安井謙
安井 謙（やすい けん、1911年3月22日 - 1986年3月10日）は、日本の政治家。位階は従二位勲一等、勲章は旭日桐花大綬章。
参議院議長（第13代）、参議院副議長（第11代）、自治大臣（第4代）、国家公安委員会委員長（第13代）、総理府総務長官（第14代）、参議院議院運営委員長（第16代）、自由民主党参院議員会長（第10代）同参議院幹事長、参議院議員（6期）。
兄は公選初代東京都知事を務めた安井誠一郎。弟は雪印食品副社長の安井三郎。

## 概要
岡山県岡山市出身。旧制岡山第二中学校、旧制第六高等学校文科乙類、1935年、京都帝国大学経済学部卒業。京都帝国大学在学中は学生運動に参加し、左翼思想に傾倒していたため周囲から「マルクス坊や」と呼ばれていた。学生時代は野球、水泳、柔道に励み、柔道6段のほか空手6段。1935年、南満洲鉄道に入社、終戦まで経理部に所属。
第二次世界大戦後、初の公選により東京都知事に選出された兄安井誠一郎の秘書を務める。1950年、第2回参議院議員通常選挙に自由党公認で東京地方区（定数4）から立候補し、281,256票を獲得してトップ当選を果たした。以後、6期36年にわたり参議院議員を務め、1955年の保守合同により自由民主党結党に参加。1957年、参議院議院運営委員長に起用され、1959年まで務める。また党務では田中角栄、三木武夫、福田赳夫ら歴代の総裁の下で自由民主党参議院議員会長、参議院幹事長、東京都連会長、参議院ILO特別委員長などを歴任した。
また、1957年から1986年まで、東京都国民健康保険団体連合会理事長。
第5次吉田内閣で労働政務次官を務め、第2次池田内閣で自治大臣兼国家公安委員会委員長に任命され、初入閣を果たした。第1次佐藤第1次改造内閣で総理府総務長官に任命され、2度目の入閣を果たす。総理府総務長官在任中は建国記念の日、敬老の日、体育の日導入に携わった。
1968年、重宗雄三参議院議長の下で参議院副議長に就任する。1971年まで3年間副議長を務め、1977年には参議院議長に就任した。1980年6月22日の衆参同日選挙では、参議院議長の職責を果たすため、自民党の党籍を離脱し、無所属で東京地方区から立候補。自民党の推薦も受け、過去最多の1,315,583票を獲得してトップ当選した。なお、安井が6回の選挙でトップ当選できなかったのは、1968年の第8回参議院議員通常選挙で、公明党の阿部憲一の得票数を約1万票下回った時のみである。同年7月7日、参議院議長を退任（後任は徳永正利）。1981年11月の秋の叙勲で、勲一等旭日桐花大綬章を受章する。
1985年春に風邪をこじらせて肺炎と肝機能障害により入院、秋に一度退院、自宅療養するも経過が思わしくなく、同年12月に公認辞退届を出して今期限りで政界から引退する予定だったが、1986年3月10日、急性心不全のため、東京都板橋区の日本大学医学部附属板橋病院で死去した。74歳没。同月14日、特旨を以て位記を追賜され、死没日付をもって従二位に叙され、銀杯一組を賜った。哀悼演説は同年4月23日、参議院本会議で秋山長造により行われた。

## 所属団体・議員連盟
- 日仏友好議員連盟
- 日韓友好議員連盟
- 日本オーストリア友好議員連盟[3]。
- 日本フィンランド友好議員連盟[1]
- 東日本実業団空手道連盟（初代会長）

## 選挙歴
| 当落        | 選挙                     | 施行日        | 選挙区       | 政党       | 得票数    | 得票率 | 得票順位 /候補者数 | 比例区 | 比例順位 /候補者数 |
| ----------- | ------------------------ | ------------- | ------------ | ---------- | --------- | ------ | ------------------ | ------ | ------------------ |
| 当          | 第2回参議院議員通常選挙  | 1950年6月4日  | 東京都地方区 | 自由党     | 281,256   |        | 1/17               | -      | -                  |
| 当          | 第4回参議院議員通常選挙  | 1956年7月8日  | 東京都地方区 | 自由民主党 | 473,549   |        | 1/17               | -      | -                  |
| 当          | 第6回参議院議員通常選挙  | 1962年7月1日  | 東京都地方区 | 自由民主党 | 794,618   |        | 1/24               | -      | -                  |
| 当          | 第8回参議院議員通常選挙  | 1968年7月7日  | 東京都地方区 | 自由民主党 | 821,204   |        | 2/24               | -      | -                  |
| 当          | 第10回参議院議員通常選挙 | 1974年7月7日  | 東京都地方区 | 自由民主党 | 1,268,412 |        | 1/20               | -      | -                  |
| 当          | 第12回参議院議員通常選挙 | 1980年6月22日 | 東京都地方区 | 無所属     | 1,315,583 | 24.8   | 1/11               | -      | -                  |
| 当選回数6回 |                          |               |              |            |           |        |                    |        |                    |

## 文献
- 『ほどほど哲学 : 私の履歴書』日本経済新聞社、1985年6月。NDLJP:12262598。日本経済新聞「私の履歴書」を書籍化
- 『安井謙を偲ぶ』安井事務所編、日経事業出版社、1987年3月。非売品